# Emilio Bestetti

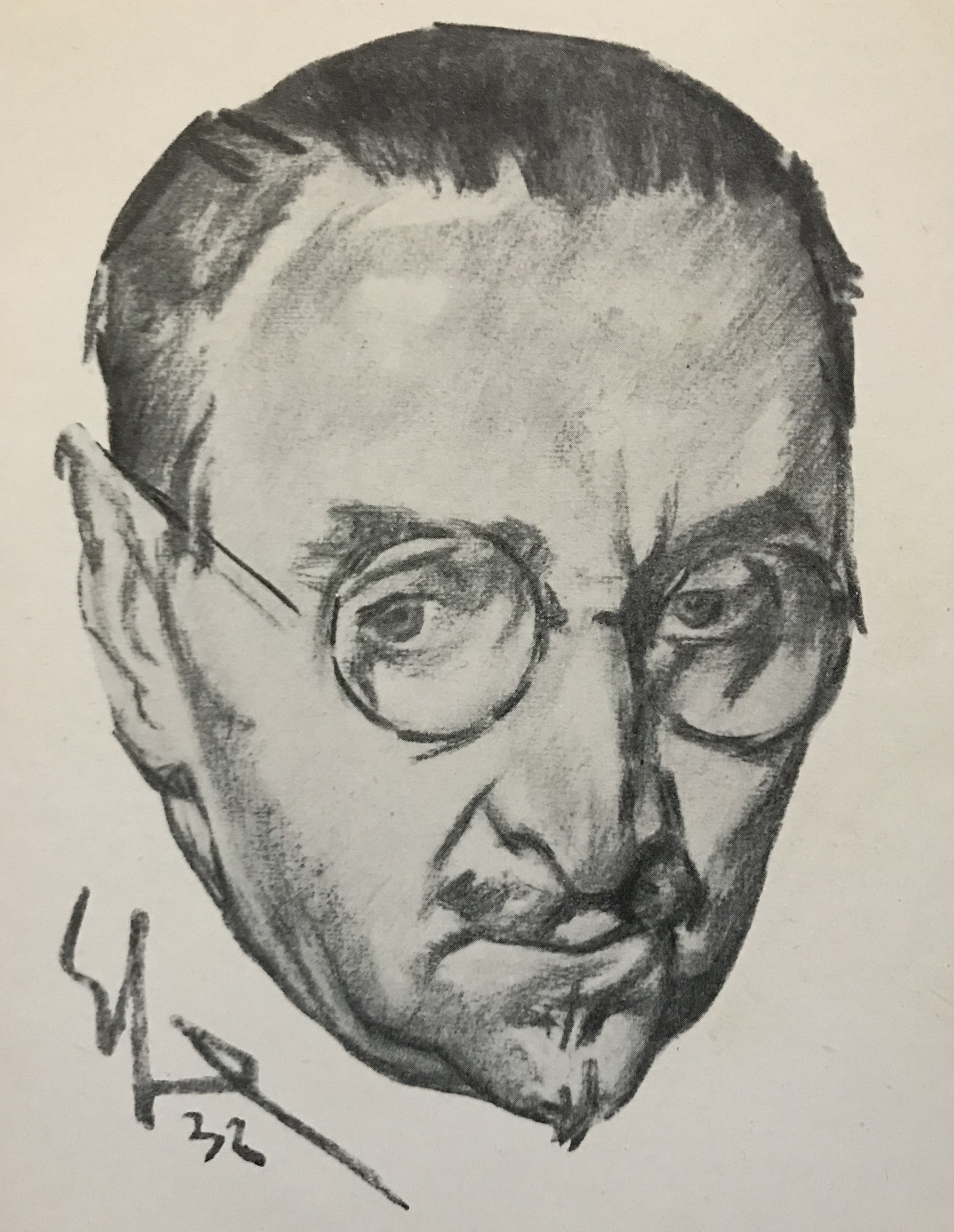
Emilio Bestetti fondatore della Bestetti Edizioni d'arte

Emilio Bestetti (Milano, 14 febbraio 1879 – Milano, 18 marzo 1954) è stato un editore e pittore italiano, fondatore della casa editrice Bestetti Edizioni d'Arte.

## Biografia
Emilio Bestetti è stato un pittore (realizzò la copia dell'Ultima Cena di Leonardo da Vinci) e un editore, sposato con Annina Miglio.
Nel 1906 fondò con Calogero Tumminelli la «Casa editrice d'arte Bestetti e Tumminelli», con sede dapprima a Milano e dal 1924 a Roma, specializzata in pubblicazioni d'arte.
Pubblicò diverse riviste, per lui lavoravano come illustratori alcuni dei più noti pittori dell'arte italiana e si avvaleva della collaborazione di personalità come il giornalista Ugo Ojetti, a cui venne affidata la direzione della rivista Dedalo edita dal 1920 Dedalo, e l'architetto Marcello Piacentini e Gustavo Giovannoni, che diressero la rivista Architettura e arti decorative.

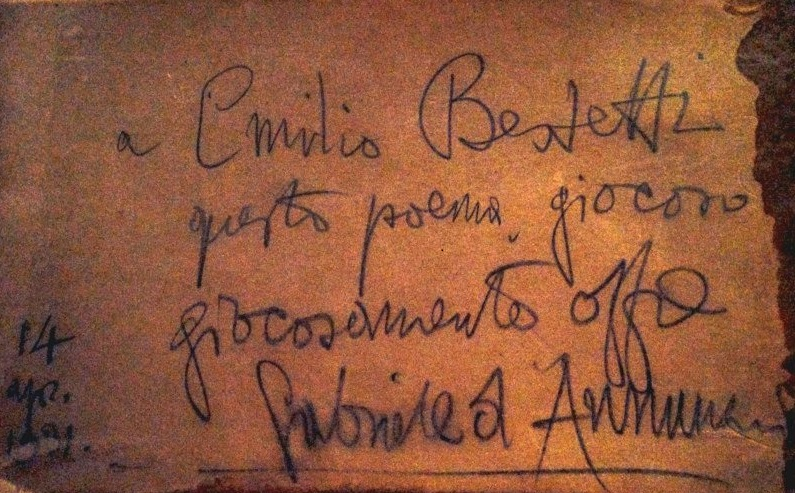
Dedica di Gabriele D'Annunzio al suo Editore: "A Emilio Bestetti questo poema giocoso giocosamente offro", Milano, 14 aprile 1931

L'impostazione della rivista Dedalo era del tutto innovativa nella critica d'arte offrendosi alla divulgazione artistica, rivolgendosi ad un pubblico ampio, considerando le arti minori come complementari all'arte stessa.
Bestetti fu editore di numerose celebrità tra cui Gabriele D'Annunzio, con cui strinse amicizia, Arduino Colasanti e Antonio Muñoz.
Nel 1931 Emilio Bestetti si separò da Tumminelli, da tempo impegnato con la casa editrice S.A. Treves-Treccani-Tumminelli. Bestetti inizia una collaborazione con Giovanni Treccani per la pubblicazione nel 1937 della monumentale riproduzione de La Bibbia di Borso d'Este.
Tra gli illustratori della Casa d'rte Bestetti troviamo alcuni nomi significativi della storia dell'arte italiana, come Gregorio Sciltian, Renato Guttuso, Mario Sironi, Massimo Campigli, Carlo Carrà, Gabriele D'Annunzio e Giorgio De Chirico.
Alla attività editoriale subentrò dal 1946 il nipote Carlo Bestetti  con la Carlo Bestetti Edizioni d'arte.
Morì nel 1954 e venne tumulato al Cimitero Monumentale di Milano.